# Fred Hendschel
Fred Hendschel (ur. 9 sierpnia 1879, zm. 14 lutego 1916 w Nowym Jorku) – amerykański pływak, pochodzenia niemieckiego. Uczestnik igrzysk olimpijskich w Paryżu w 1900.

## Występy na igrzyskach olimpijskich
Hendschel wystąpił w dwóch konkurencjach pływackich na igrzyskach w Paryżu. 11 sierpnia wziął udział w trzecim półfinale na dystansie 200 m stylem dowolnym. Dystans przepłynął w czasie 3:42,0. Zajął trzecie miejsce i nie awansował do finału. W klasyfikacji łącznej uplasował się na 16. miejscu na 26 zawodników.
Tego samego dnia (tj. 11 sierpnia) Hendschel wziął udział w wyścigu na dystansie 200 m z przeszkodami. Startował w trzecim półfinale. Uzyskał czas 3:45,2 i zajął ostatnie – 4. miejsce w swoim wyścigu. Nie awansował do finału. Ostatecznie został sklasyfikowany na ostatnim 12. miejscu.